# The Honkers
Los Bocinillas (Honkers en la versión original), llamados así por Epi,eran alegres personajes del programa infantil Barrio Sésamo, que se comunicaban hacienda sonar sus narices.
Cada uno era de un color diferente, pero todos poseían dos trompetillas a modo de orejas y una esponjosa nariz naranja en forma de pera. Solo tenían un brazo (su brazo derecho se veía pocas veces).
Muchas canciones estaban adaptadas o pensadas expresamente para los Trompetillas y su atípico talento, como "Honk Around the Clock" (versión del “Rock Around the Clock” de Bill Haley).